# 杨和平
杨和平（1957年—），河北唐山人。河北省书法家协会、省书法学学会会员、唐山市硬笔书法家协会副秘书长、中国硬笔书法家协会会员。

## 生平
擅书法。书作入选第三届中日友好书法交流展、第3届中日友好书法交流展、省第一、二届书法篆刻展等大型书展，收到高度评价，有多幅书作被报刊发表和收入国内外书法专集。书法由黄河碑林、巩县碑林、乐山碑林刻石，获二等奖。书法研究论文参加省书学讨论会。作品、传略辑入《中国当代艺术界名人录》等。